# 1714 en littérature
| Années de la littérature : 1711 - 1712 - 1713 - 1714 - 1715 - 1716 - 1717    |
| Décennies de la littérature : 1680 - 1690 - 1700 - 1710 - 1720 - 1730 - 1740 |

Cet article présente les faits marquants de l'année 1714 en littérature.

## Événements
- 20 mars : première réunion du Scriblerus Club dans les appartements d'Arbuthnot Latham au Palais Saint James[1].
- 23 mai : la création de la Real Academia Española est approuvée par un décret du roi Philippe V d'Espagne, qui signe le 3 octobre une real cédula établissant officiellement l'Académie au palais du Pardo[2].
- 4 juillet : mort d'Antonio Magliabechi, qui lègue par testament à la ville de Florence  sa collection de livre, à l'origine de la Bibliothèque nationale centrale de Florence ouverte au public en 1747[3].
- 12 août  : lettre de Jonathan Swift à Esther Vanhomrigh qui lui annonce son retour en Irlande[4].

- Octobre : Fénelon adresse à André Dacier une Lettre sur les occupations de l’Académie françoise, publiée en 1716[5].

- Le philosophe et savant allemand Gottfried Wilhelm Leibniz rédige en français à Vienne les Principes de la philosophie  (publiée dans les Acta Eruditorum en 1721 sous le titre Monadologie) et les Principes de la nature et de la grâce fondés en raison (publié en 1718 dans L'Europe savante)[6].
- 1714-1716 : Dimitrie Cantemir rédige en latin son Incrementa atque decrementa aulae othomanicae (« La croissance et le déclin de la Cour ottomane »), traduit en anglais par Nicolas Tindal en 1734[7], en français, sur la version anglaise, par de Jonquières en 1743[8], en allemand en 1745[9], en italien et en russe[10].

## Parutions
- Vers janvier : Marivaux, La Voiture embourbée, Paris, Pierre Huet, 1714 (présentation en ligne), roman parodique[11]. Parution la même année des livres IV et V du roman Les Effets surprenants de la sympathie.
- 4 mars : Alexander Pope, The Rape of the Lock : in five cantos, London, Bernard Lintott, 1714 (présentation en ligne) « La Boucle de cheveux enlevée », épopée burlesque publiée anonymement en 1712 dans le recueil Miscellaneous Poems and Translations[12].

- Antoine Houdar de La Motte, L’Iliade : Poëme avec un discours sur Homère, Paris, Grégoire Dupuis, 1714 (présentation en ligne), version libre en vers français à partir de la traduction de Mme Dacier.

- Madame Dacier, Des causes de la corruption du goust, Paris, Rigaud, 1714 (présentation en ligne), en réplique à l’Iliade de La Motte, qui déclenche la Querelle d’Homère en février 1715, dernier prolongement de la querelle des Anciens et des Modernes[13].
- Marivaux, Le bilboquet, Paris, Pierre Prault, 1714 (présentation en ligne), essai satirique.

- The Fable of the Bees : or, Private Vices, Publick Benefits, vol. 1, London, L. Tonson, 1714 (présentation en ligne) (« La Fable des abeilles »), fable politique de Bernard Mandeville.

## Décès
- 10 octobre : Pierre Le Pesant de Boisguilbert, économiste et dramaturge